# Unione esperantista cattolica italiana
L'Unione esperantista cattolica italiana (UECI) è la sezione italiana della Internacia Katolika Unuiĝo Esperantista (IKUE), associazione internazionale privata di fedeli di diritto pontificio riconosciuta con Decreto n.196/92/S-61/B-25 dell'11 febbraio 1992 del Pontificio consiglio per i laici.

## Storia
La UECI fu fondata a Bologna nell'ottobre 1920 da padre Modesto Eugenio Carolfi, mentre il primo presidente fu Corrado Grazzini.
Nel 1925 papa Pio XI, benedisse l'Unione cattolici esperantisti italiani, incoraggiando gli sforzi dei cattolici che si dedicavano alla propaganda della lingua internazionale. Nel 1975, papa Paolo VI salutò in piazza San Pietro il congresso dell'Unione esperantista cattolica internazionale, e durante quel congresso è stata celebrata la messa in esperanto nelle quattro basiliche patriarcali romane. Papa Giovanni Paolo II ha benedetto la bandiera dell'Unione cattolica esperantista internazionale in occasione di una sua visita a San Marino.
A partire dall'incontro di riorganizzazione del 1987 (in cui tra l'altro, l'ex Unione cattolici esperantisti italiani ha assunto l'attuale denominazione), la numerazione dei congressi è ricominciata. Per questo, nonostante che il primo congresso UECI si sia tenuto nel 1912, quello del 2018 è stato il XXXII.